# Кардарелли, Амос
Амос Кардарелли (итал. Amos Cardarelli; 6 марта 1930, Монтеротондо — 1 июля 2018, Рим) — итальянский футболист, игравший на позиции защитника. По завершении игровой карьеры — тренер.
Выступал, в частности, за клубы «Рома» и «Интернационале».

## Игровая карьера
Во взрослом футболе дебютировал в 1949 году выступлениями за команду «Лудовизи», в которой провёл один сезон.
Своей игрой привлёк внимание представителей тренерского штаба клуба «Рома», к составу которого присоединился в 1950 году. Сыграл за римлян следующие семь сезонов своей игровой карьеры. Большую часть времени, проведённого в составе «Ромы», был основным игроком защиты команды.
В течение 1957—1958 годов защищал цвета клуба «Удинезе».
В 1958 году заключил контракт с клубом «Интернационале», в составе которого провёл следующие два года своей карьеры. Играя в составе «Интернационале» также, как правило, выходил на поле в основном составе команды.
В течение 1960—1962 годов защищал цвета клуба «Лекко».
Завершил профессиональную игровую карьеру в клубе «Тевере Рома», за команду которого выступал на протяжении 1962—1963 годов.

## Карьера в сборной
В 1952 году приглашается в сборную Италии для участия в Олимпийском футбольном турнире 1952 года в Хельсинки. Однако уже на Олимпиаде заболевает плевритом и ни на один матч не выходит. Восстанавливается от болезни 8 месяцев и вызовов в сборную больше не получает.

## Карьера тренера
Начал тренерскую карьеру в 1970 году, возглавив тренерский штаб клуба «Палестрина».
В дальнейшем возглавлял клубы «Стефер Рома», «Фрозиноне» и «Альмас Рома».
Последним местом тренерской работы был клуб «Банко ди Рома», главным тренером команды которого Амос Кальдарелли был с 1981 по 1982 год.

## Достижения

### Как игрока
Чемпион Серии B
- «Рома» — 1951/1952